# Aphelandra
Genre
Classification APG III (2009)
Aphelandra est un genre de plantes à fleurs de la famille des Acanthacées, qui comprend environ 200 espèces. Ce sont des arbustes ou des sous-arbrisseaux originaires des régions subtropicales à tropicales d'Amérique.

## Liste des espèces
Selon "The Plant List" 10 octobre 2012
- Aphelandra acanthifolia  Hook. , (1837)
- Aphelandra acanthus  Nees  , (1847)
- Aphelandra acrensis  Lindau  , (1914)
- Aphelandra albert-smithii  Leonard  , (1953)
- Aphelandra albinotata  Wassh. , (1996 publ. 1997)
- Aphelandra alexandri  Leonard  , (1935)
- Aphelandra amelata  Leonard 	, (1961)
- Aphelandra anderssonii  Wassh. , (1996)
- Aphelandra andrei  Leonard  , (1958)
- Aphelandra antioquiensis  Wassh. , (1989)
- Aphelandra arisema  Leonard 	, (1953)
- Aphelandra aristei  Leonard  , (1953)
- Aphelandra arnoldii  Mildbr. 	, (1930)
- Aphelandra attenuata  Wassh. 	, (1973)
- Aphelandra aurantiaca  (Scheidw.) Lindl. , (1845)
  - Aphelandra aurantiaca var. aurantiaca
  - Aphelandra aurantiaca var. nitens  (Hook.) Wassh. , (1975)
- Aphelandra azuayensis  Wassh. , (1996)
- Aphelandra bahiensis  (Nees) Wassh. 	, (1975)
- Aphelandra barkleyi  Leonard  , (1953)
- Aphelandra benoistii  Wassh. 	, (1973)
- Aphelandra blanchetiana  (Nees) Hook.f. , (1891)
- Aphelandra blandii  Lindau  , (1897)
- Aphelandra botanodes  Leonard  , (1953)
- Aphelandra boyacensis  Leonard  , (1953)
- Aphelandra bradeana  Rizzini 	, (1948)
- Aphelandra campanensis  Durkee  , (1978)
- Aphelandra campii  Wassh. , (1973)
- Aphelandra caput-medusae  Lindau  , (1904)
- Aphelandra castanifolia  Britton ex Rusby  , (1900)
- Aphelandra chamissoniana  Nees  , (1847)
- Aphelandra chaponensis  Leonard  , (1953)
- Aphelandra chrysantha  Wassh. , (1973)
- Aphelandra cinnabarina  Wassh. , (1973)
- Aphelandra cirsioides  Lindau  , (1905)
- Aphelandra claussenii  Wassh. , (1975)
- Aphelandra colombiensis  Lindau ex Leonard  , (1953)
- Aphelandra colorata  (Vell.) Wassh. , (1975)
- Aphelandra conformis  Leonard  , (1953)
- Aphelandra crenata  Leonard 	, (1953)
- Aphelandra crispata  Leonard 	, (1953)
- Aphelandra cristata  (Jacq.) R. Br. ex W.T. Aiton  , ()
- Aphelandra cuatrecasasii  Leonard  , (1953)
- Aphelandra cuscoensis  Wassh. , (1973)
- Aphelandra darienensis  Wassh. , (1973)
- Aphelandra dasyantha  Wassh. , (1973)
- Aphelandra decorata  (Nees) Wassh. 	, (1975)
- Aphelandra diachyla  Leonard  , (1958)
- Aphelandra dielsii  Mildbr. , (1937)
- Aphelandra diffusa  Wassh. , (1973)
- Aphelandra dodsonii  Wassh. 	, (1973)
- Aphelandra dolichantha  Donn.Sm. , (1899)
- Aphelandra dukei  Wassh. , (1973)
- Aphelandra dunlapiana  Standl. & L.O.Williams  , (1950)
- Aphelandra dusenii  Lindau  , (1921)
- Aphelandra encarnacionii  Wassh. , (2007)
- Aphelandra espirito-santensis  Profice & Wassh. , (1993)
- Aphelandra euopla  Leonard 	, (1953)
- Aphelandra eurystoma  Mildbr. , (1930)
- Aphelandra fasciculata  Wassh. , (1973)
- Aphelandra fernandezii  Leonard  , (1953)
- Aphelandra ferreyrae  Wassh. 	, (1973)
- Aphelandra flava  Nees  , (1847)
- Aphelandra formosa  (Humb. & Bonpl.) Nees  , (1847)
- Aphelandra fosbergii  Leonard  , (1958)
- Aphelandra galba  Wassh. , (1973)
- Aphelandra garciae  Leonard 	, (1953)
- Aphelandra gigantiflora  Lindau  , (1895)
- Aphelandra glabrata  Willd. ex Nees 	, (1847)
- Aphelandra golfodulcensis  McDade 	, (1983)
- Aphelandra goodspeedii  Standl. & F.A.Barkley  , (1948)
- Aphelandra gracilis  Leonard 	, (1943)
- Aphelandra grandis  Leonard 	, (1953)
- Aphelandra grangeri  Leonard  , (1958)
- Aphelandra grazielae  Profice 	, (2005)
- Aphelandra guayasii  Wassh. 	, (1973)
- Aphelandra guerrerensis  Wassh. , (1973)
- Aphelandra gunnarii  Wassh. 	, (1987)
- Aphelandra hapala  Wassh. 	, (1973)
- Aphelandra harleyi  Wassh. 	, (1976)
- Aphelandra harlingii  Wassh. 	, (1987)
- Aphelandra hartwegiana  Nees ex Benth. , (1846)
- Aphelandra haughtii  Leonard  , (1953)
- Aphelandra heydeana  Donn.Sm. , (1893)
- Aphelandra hieronymi  Griseb. , (1879)
- Aphelandra hintonii  Wassh. 	, (1973)
- Aphelandra hirta  (Klotzsch) Wassh. 	, (1975)
- Aphelandra huilensis  Leonard  , (1953)
- Aphelandra hylaea  Leonard  , (1961)
- Aphelandra hymenobracteata  Profice  , (2005)
- Aphelandra ignea  Nees  , (1821)
- Aphelandra impressa  Lindau 	, (1897)
- Aphelandra inaequalis  Lindau  , (1895)
- Aphelandra jacobinioides  Lindau  , (1905)
- Aphelandra juninensis  Wassh. , (1973)
- Aphelandra kingii  Wassh. , (1973)
- Aphelandra kolobantha  Lindau  , (1898)
- Aphelandra kuna  T.F.Daniel & McDade  , (1995)
- Aphelandra lamprantha  Leonard  , (1953)
- Aphelandra lasia  Leonard  , (1953)
- Aphelandra lasiophylla  Leonard  , (1953)
- Aphelandra latibracteata  Wassh. , (1973)
- Aphelandra lawranceae  Leonard  , (1935)
- Aphelandra laxa  Durkee  , (1978)
- Aphelandra leonardii  McDade  , (1983)
- Aphelandra liboniana  Linden ex Hook.f. , (1864)
- Aphelandra lilacina  C.Ezcurra  , (1986)
- Aphelandra limbatifolia  Lindau  , (1904)
- Aphelandra lineariloba  Leonard  , (1938)
- Aphelandra lingua-bovis  Leonard 	, (1953)
- Aphelandra longibracteolata  Lindau 	, (1895)
- Aphelandra loxensis  Wassh. 	, (1996)
- Aphelandra luyensis  Lindau 	, (1922)
- Aphelandra lyrata  Nees  , (1847)
- Aphelandra macrophylla Leonard  , (1953)
- Aphelandra macrosiphon Lindau  , (1895)
- Aphelandra macrostachya Nees  , (1847)
- Aphelandra maculata (Tafalla ex Nees) Voss  , (1894)
- Aphelandra madrensis Lindau  , (1904)
- Aphelandra margaritae E.Morren  , (1883)
- Aphelandra marginata Nees & E.Morren  , (1823)
- Aphelandra martiusii Wassh. 	, (1975)
- Aphelandra maximiliana (Nees) Benth. ex Lindau  , (1895)
- Aphelandra micans Moritz ex Vatke 	, (1876)
- Aphelandra mildbraediana Leonard 	, (1953)
- Aphelandra modesta (Mildbr.) Wassh. , (1996)
- Aphelandra molinae T.F.Daniel  , (2005)
- Aphelandra mollis (Nees) Leonard  , (1953)
- Aphelandra mollissima Wassh. , (1996)
- Aphelandra montis-scalaris Lindau ex Pilg. 	, (1905)
- Aphelandra mucronata (Ruiz & Pav.) Nees 	, (1847)
- Aphelandra neesiana Wassh. 	, (1975)
- Aphelandra neillii Wassh. , (1996)
- Aphelandra nemoralis Nees , (1847)
- Aphelandra nephoica Wassh. 	, (1973)
- Aphelandra nuda Nees  , (1847)
- Aphelandra obtusa (Nees) Wassh. , (1975)
- Aphelandra obtusifolia (Nees) Wassh. , (1975)
- Aphelandra ornata (Nees) T.Anderson  , (1864)
- Aphelandra panamensis McDade  , (1983)
- Aphelandra parviflora Leonard  , (1935)
- Aphelandra parvispica Leonard  , (1953)
- Aphelandra paulensis Wassh. , (1973)
- Aphelandra pepe-parodii Wassh. , (1976)
- Aphelandra peruviana Wassh. , (1973)
- Aphelandra phaina Wassh. , (1973)
- Aphelandra pharangophila Leonard  , (1953)
- Aphelandra phlogea Leonard 	, (1953)
- Aphelandra phrynioides Lindau  , (1904)
- Aphelandra pilosa Leonard  , (1953)
- Aphelandra pinarotricha Leonard  , (1958)
- Aphelandra porphyrocarpa Leonard 	, (1953)
- Aphelandra prismatica (Vell.) Hiern 	, (1877)
- Aphelandra pulcherrima (Jacq.) Kunth  , (1818)
- Aphelandra quadrifaria Leonard  , (1958)
- Aphelandra reticulata Wassh. , (1973)
- Aphelandra rigida Glaz. ex Mildbr. , (1930)
- Aphelandra rosulata (Lindau) Wassh. , (1996)
- Aphelandra rubra Wassh. , (1973)
- Aphelandra runcinata Klotzsch ex Nees  , (1847)
- Aphelandra rusbyi Britton  , (1900)
- Aphelandra scabra (Vahl) Sm. , (1818)
- Aphelandra schiedeana Cham. & Schltdl. , (1830)
- Aphelandra schieferae Leonard  , (1953)
- Aphelandra scolnikae Leonard  , (1953)
- Aphelandra seibertii Leonard 	, (1937)
- Aphelandra sericantha Leonard  , (1953)
- Aphelandra silvicola Leonard  , (1846)
- Aphelandra sinclairiana Nees ex Benth. , (1846)
- Aphelandra speciosa Brandegee  , (1915)
- Aphelandra squarrosa Nees  , (1847)
- Aphelandra stephanophysa Nees  , (1847)
- Aphelandra steyermarkii Wassh. , (1973)
- Aphelandra storkii Leonard  , (1938)
- Aphelandra straminea Leonard  , (1953)
- Aphelandra sulphurea Hook.f. , (1872)
- Aphelandra superba Lindau  , (1901)
- Aphelandra taborensis Leonard  , (1953)
- Aphelandra terryae Standl. , (1940)
- Aphelandra tetragona (Vahl) Nees  , (1883)
- Aphelandra tetroicia Wassh. 	, (1989)
- Aphelandra tillettii Wassh. , (1973)
- Aphelandra tomentosa Lindau  , (1895)
- Aphelandra tonduzii Leonard  , (1938)
- Aphelandra trianae Leonard 	, (1953)
- Aphelandra tridentata Hemsl. , (1882)
- Aphelandra tumbecensis Wassh. , (1996)
- Aphelandra variegata C.Morel ex Planch. , (1854)
- Aphelandra verticillata Nees ex Hemsl. , (1882)
- Aphelandra villonacensis Wassh. , (1996)
- Aphelandra viscosa Mildbr. , (1930)
- Aphelandra wasshausenii Profice  , (2005)
- Aphelandra weberbaueri Mildbr. , (1930)
- Aphelandra wendtii T.F.Daniel  , (1991)
- Aphelandra wurdackii Wassh. , (1973)
- Aphelandra xanthantha Leonard  , (1953)
- Aphelandra zamorensis Wassh. , (1996)

Selon NCBI (6 Aug 2010) :
- Aphelandra aurantiaca
- Aphelandra boyacensis
- Aphelandra campanensis
- Aphelandra castanifolia
- Aphelandra dolichantha
- Aphelandra fasciculata
- Aphelandra fernandezii
- Aphelandra gigantiflora
- Aphelandra golfodulcensis
- Aphelandra guerrerensis
- Aphelandra hylaea
- Aphelandra impressa
- Aphelandra lasia
- Aphelandra leonardii
- Aphelandra maculata
- Aphelandra maximiliana
- Aphelandra rubra
- Aphelandra runcinata
- Aphelandra sinclairiana
- Aphelandra speciosa
- Aphelandra squarrosa
- Aphelandra tetragona
- Aphelandra tonduzii
- Aphelandra tridentata
- Aphelandra verticillata

## Espèces aux noms synonymes, obsolètes et leurs taxons de référence
Selon "The Plant List" 10 octobre 2012
- EN COURS

## Espèces au statut non encore résolu
Selon "The Plant List" 10 octobre 2012
- Aphelandra albadenia Rusby
- Aphelandra almedae T.F. Daniel
- Aphelandra auriculata Lindau
- Aphelandra chartacea T.Anderson
- Aphelandra concinna Rizzini
- Aphelandra crenatifolia Rizzini
- Aphelandra dehnhardtii Ten.
- Aphelandra × dubia L.Linden & Rodigas
- Aphelandra galeottiana M. Martens
- Aphelandra golfodulcensis mcdade × sinclairiana Nees
- Aphelandra gracilis leonard × sinclairiana Nees
- Aphelandra illustrata auct.
- Aphelandra lateritia Loudon
- Aphelandra lehmannii Lindau
- Aphelandra longiracemosa Lindl.
- Aphelandra longiscapa Lem.
- Aphelandra macedoiana L.Linden & Rodigas
- Aphelandra macleayi Bedd. [Unplaced]
- Aphelandra mediaurata Cogn. & Marchal
- Aphelandra nervosa T.Anderson
- Aphelandra nobilis auct.
- Aphelandra pyramidale Willd.
- Aphelandra schultzii Mildbr.
- Aphelandra sinclairiana Nees
- Aphelandra sinclairiana × gracilis
- Aphelandra stenophylla Mildbr.
- Aphelandra tenuiflora Regel & Rach